# Kloster Melón
Das Kloster Melón (Santa María de Melón) ist eine ehemalige Zisterzienserabtei in der Provinz Ourense in Galicien in Spanien. Es liegt im Ribeiro rund 7 km südwestlich von Ribadavia und rund 40 km westlich von Ourense (Orense), nahe der Autovía von Ourense nach Vigo und nicht weit vom Rio Miño.

## Geschichte
Das Kloster soll 1142 durch König Alfons VII. oder 1158 durch die Gräfin Fruela Fernández gestiftet worden sein. Es gilt als Tochterkloster der Primarabtei Clairvaux und wurde Mutterkloster von Kloster San Clodio, als dieses sich 1225 dem Zisterzienserorden anschloss. Im 12. Jahrhundert erwarb es größeren Landbesitz in den heutigen Provinzen Orense und Pontevedra. Im 16. Jahrhundert schloss sich das Kloster der kastilischen Zisterzienserkongregation an. Die Klosteraufhebung der Regierung Mendizábal brachte 1835 das Ende des Klosters; die Anlage wurde 1961 zum Nationalmonument erklärt.

## Bauten und Anlage
Die Klosterkirche wurde im 12. und 13. Jahrhundert in Form eines lateinischen Kreuzes errichtet. Sie ist dreischiffig mit jeweils sieben Jochen mit einem Querhaus, einem halbkreisförmigen Chorumgang um den polygonalen Chor mit drei Chorkapellen und einem rechteckigen Turm neben der Vierung. Erhalten sind weiter das Eingangsportal sowie die teilweise ruinöse Klosteranlage mit zwei Kreuzgängen, von denen einer aus dem 16. Jahrhundert stammt.

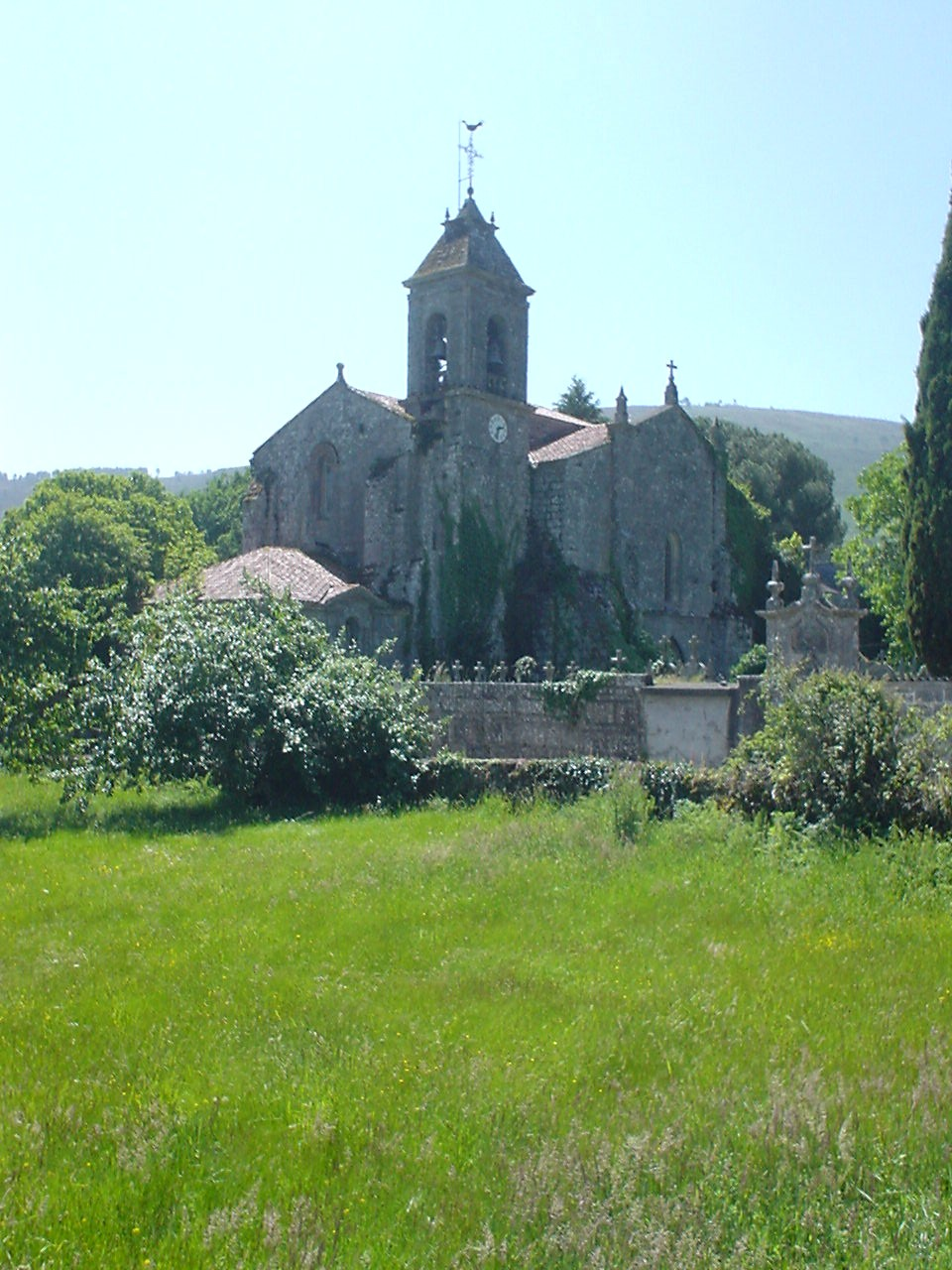
Gesamtansicht
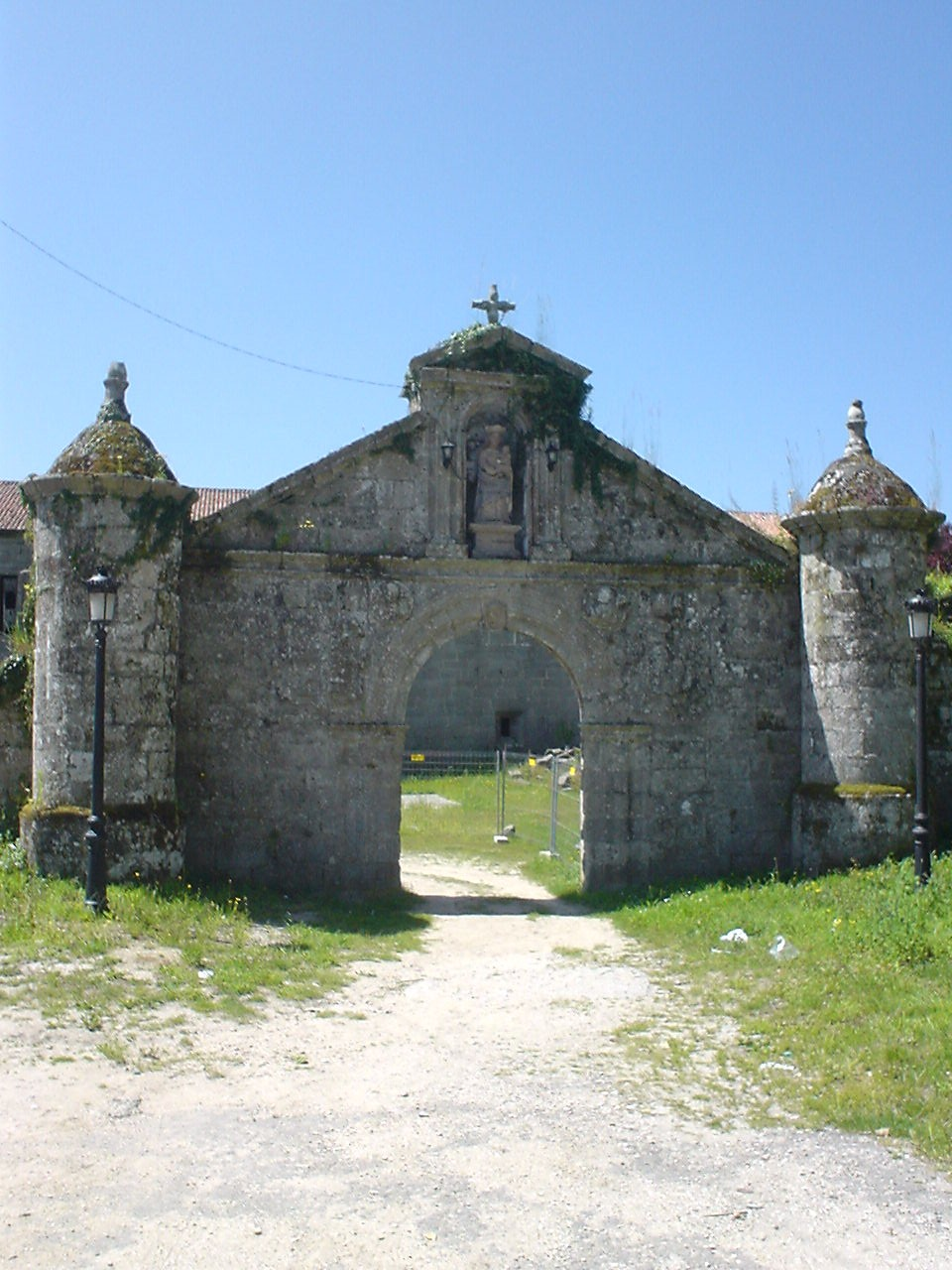
Klostertor
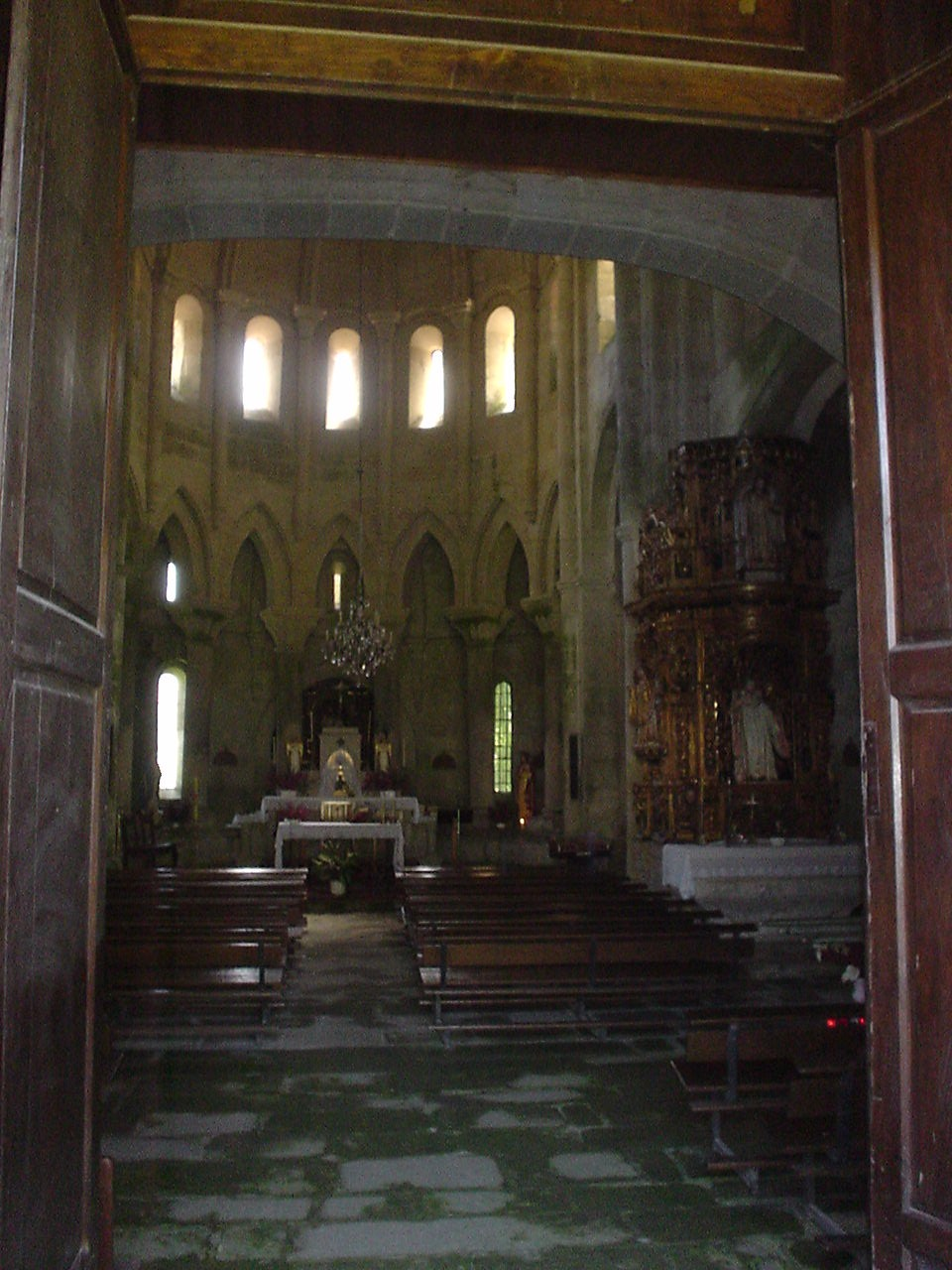
Blick in die Kirche